# Bugabira
Bugabira è un comune del Burundi situato nella provincia di Kirundo con 89.259 abitanti (censimento 2008).

## Geografia antropica

### Suddivisioni amministrative
Il comune è suddiviso in 11 colline.